# Marie Uchytilová

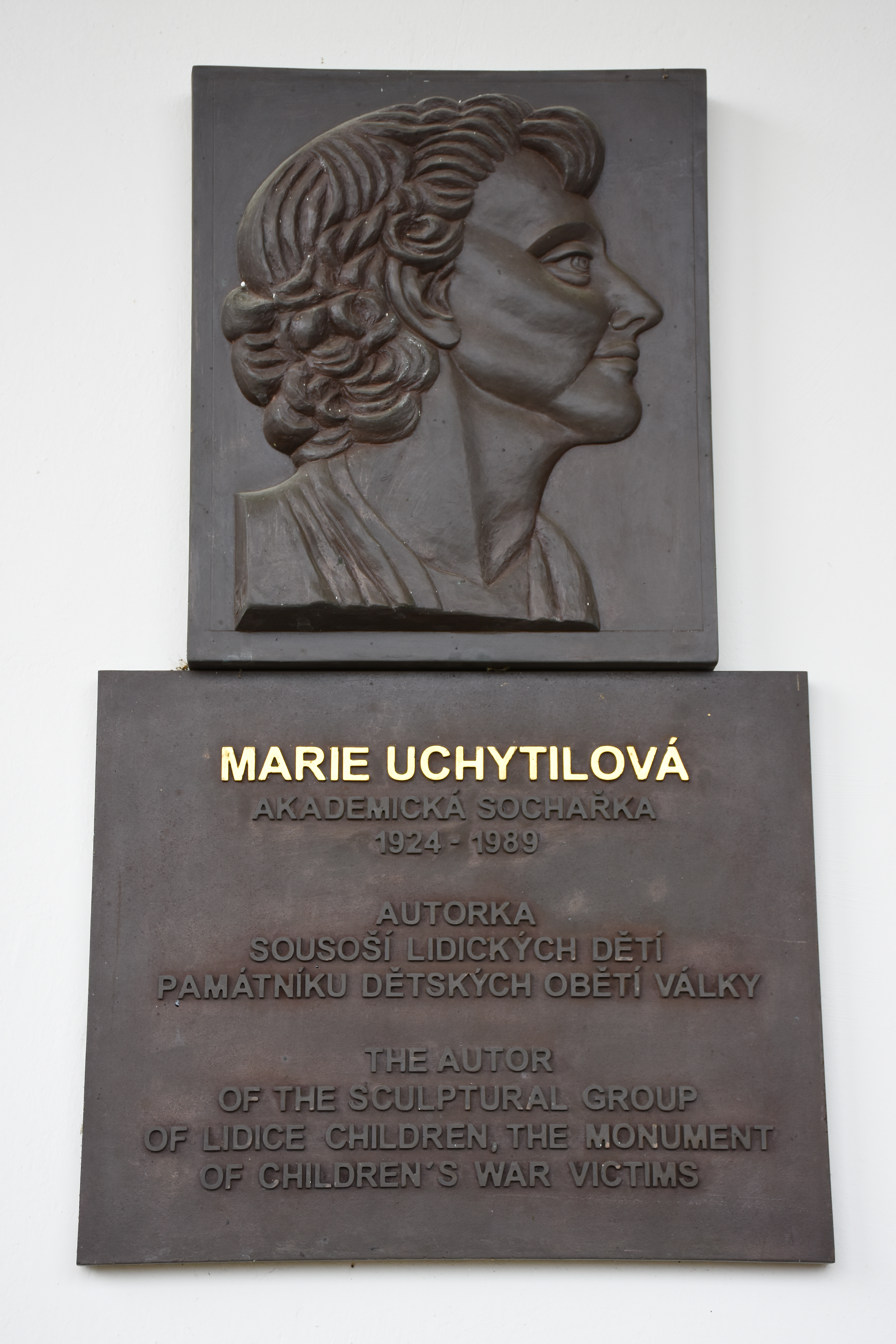
Gedenktafel für Marie Uchytilová in Kladno

Marie Uchytilová (* 17. Januar 1924 in Královice; † 16. November 1989 in Prag) war eine tschechische Bildhauerin und Medailleurin. Sie schuf unter anderem das Denkmal für die Kinder von Lidice und entwarf die tschechoslowakische Einkronenmünze, die von 1957 bis 1993 im Umlauf war.

## Leben
Marie Uchytilová wurde im Okres Kladno (deutsch: Bezirk Kladen) in der ehemaligen Tschechoslowakei als Tochter eines Angestellten geboren. Sie verbrachte ab 1927 ihre Kindheit und Studienzeit in Pilsen, wo sie bei Otakar Walter Bildhauerei studierte. Von 1945 bis 1950 studierte sie an der Akademie der Bildenden Künste Prag (tschechisch Akademie výtvarných umění v Praze (AVU)) bei Otakar Španiel. Danach unterrichtete sie an der Kunstschule Václav Hollar (Výtvarná škola Václava Hollara) in Prag. 1949 kam Tochter Sylvia zur Welt.
Bereits seit ihrer Studienzeit beschäftigte sie der Wunsch ein Mahnmal für die Millionen Kinder zu schaffen, die in Kriegen zu Tode gekommen waren. Sie fertigte Unmengen an Skizzen an, bis sie 1969 mit der Arbeit am Mahnmal für die getöteten Kinder aus Lidice begann, einem tschechischen Dorf, das von den Nazis im Zweiten Weltkrieg zerstört wurde. Den Großteil ihres Lebens widmete sie sich der Aufgabe, eine aus 82 Bronzefiguren bestehende Kindergruppe zu schaffen zum Gedenken an die Kinder, die im Sommer 1942 in das Vernichtungslager Kulmhof bei Chełmno deportiert und in Gaswagen umgebracht wurden.

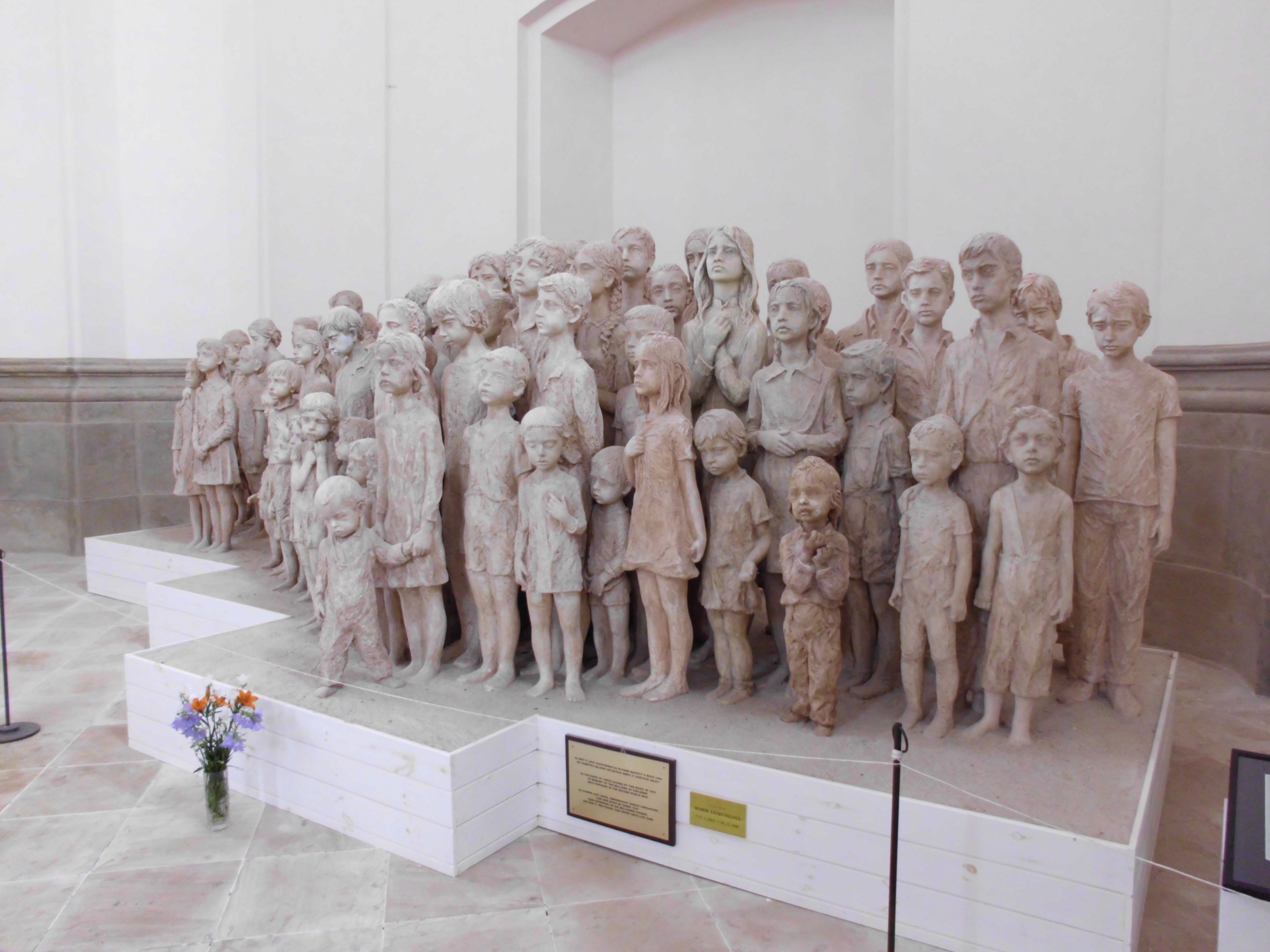
Gipsmodelle in der Seitenkapelle der Kirche Mariánská Týnice, Mariánský Týnec

Zusammen mit ihrem Mann, dem tschechischen Bildhauer, Maler und Designer Jiří Václav Hampl (* 10. September 1929 in Prag), der an der Realisierung des Denkmals in Lidice mitwirkte, baute sie ein Studio in Hodkovičky, Prag 4, in dem sie die Gipsentwürfe schuf. In dieses Projekt flossen alle ihre Ersparnisse und Einnahmen. Anfragen an das Kulturministerium mit der Bitte um Unterstützung waren vergeblich. Nur einige Familienmitglieder, Freunde und die Frauen und Mütter aus Lidice, die wünschten, dass das Mahnmal an der Stelle des zerstörten Dorfes aufgestellt würde, unterstützen sie anfänglich.
Die Arbeit in ihrer Werkstatt mit Gipsstaub, Feuchtigkeit, Kälte und ständigem Klettern auf der Trittleiter begannen die Gesundheit von Marie Uchytilová zu beeinträchtigen. Sie litt wiederholt an Pneumonie, Bronchitis und fortschreitender Arthrose, arbeitete aber dennoch bis zu ihrem Tod weiter. Ende 1989 wurde sie schwer krank und starb am 16. November in einem Prager Krankenhaus an einem Herzinfarkt. Es blieb ihrem Ehemann überlassen, die Arbeit in Bronzeguss abzuschließen. Er trug maßgeblich zur Fertigstellung der Skulpturengruppe im Jahr 2000 bei, dreißig Jahre nachdem Uchytilová ihre Arbeit aufgenommen hatte, und elf Jahre nach ihrem Tod.

## Auszeichnungen und Ehrungen
2004 wurde an Marie Uchytilovás Geburtsort in der Dělnická-Straße in Královice eine Gedenktafel enthüllt. Posthum wurde sie 2013 für ihr Werk durch den tschechischen Präsidenten Miloš Zeman mit der tschechischen Verdienstmedaille in der I. Stufe (Silbervergoldet) ausgezeichnet, die ihre Tochter Sylvia stellvertretend für sie auf der Prager Burg entgegennahm. Ebenso nahm sie für ihre Mutter im Januar 2007 die Ehrenbürgerschaft von Lidice an und im Oktober 2018 die von Pilsen.

## Werk (Auswahl)

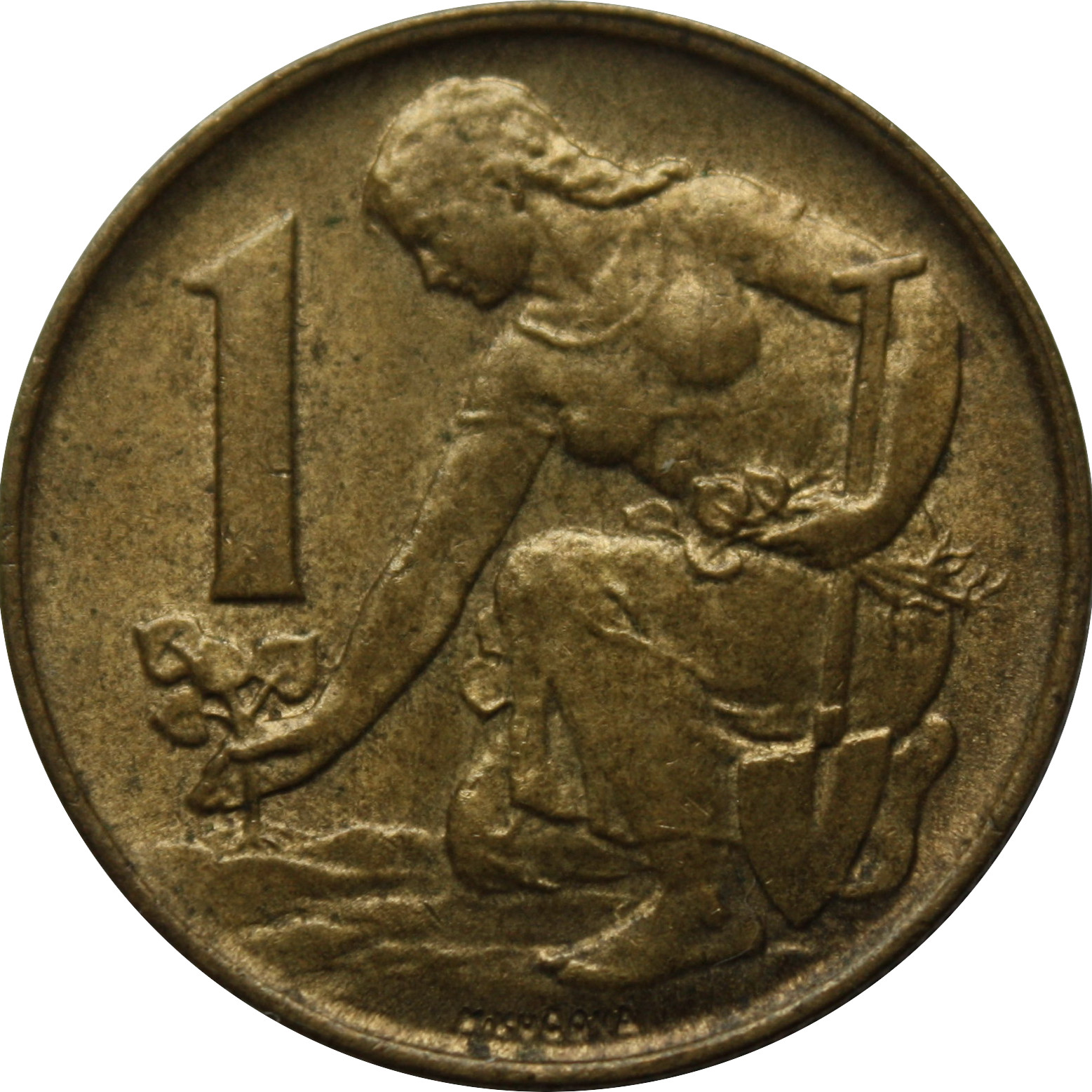
Einkronenmünze signiert mit UCHYTILOVÁ

1956 gewann Marie Uchytilová einen öffentlichen Wettbewerb für das Design der tschechoslowakischen Einkronenmünze, wobei sie heimlich die Frauenfigur auf der Münze der neunzehnjährigen politischen Gefangenen Bedřiška Synková nachempfand, die von der tschechischen kommunistischen Regierung 1954 zu zehn Jahren Gefängnis verurteilt worden war, weil sie eine Pfadfinderorganisation führte, obwohl sie von den Kommunisten verboten worden war. Als Vorlage diente ihr ein Foto, das sie von Bedřiškas Mutter erbeten hatte, die an derselben Schule wie sie selbst arbeitete. Die Münzen waren bis 1993 in Umlauf.

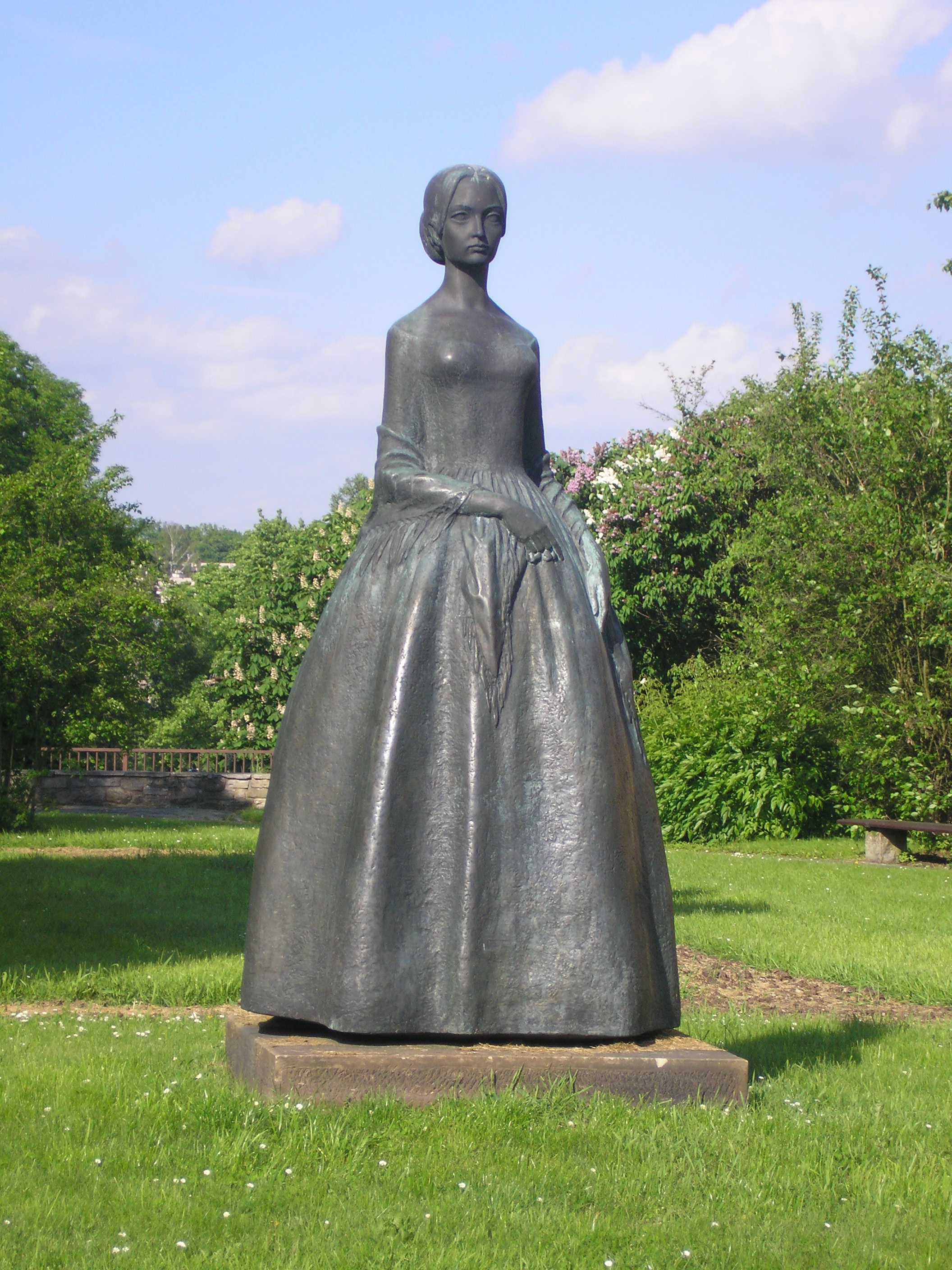
Božena Němcová, Česká Skalice
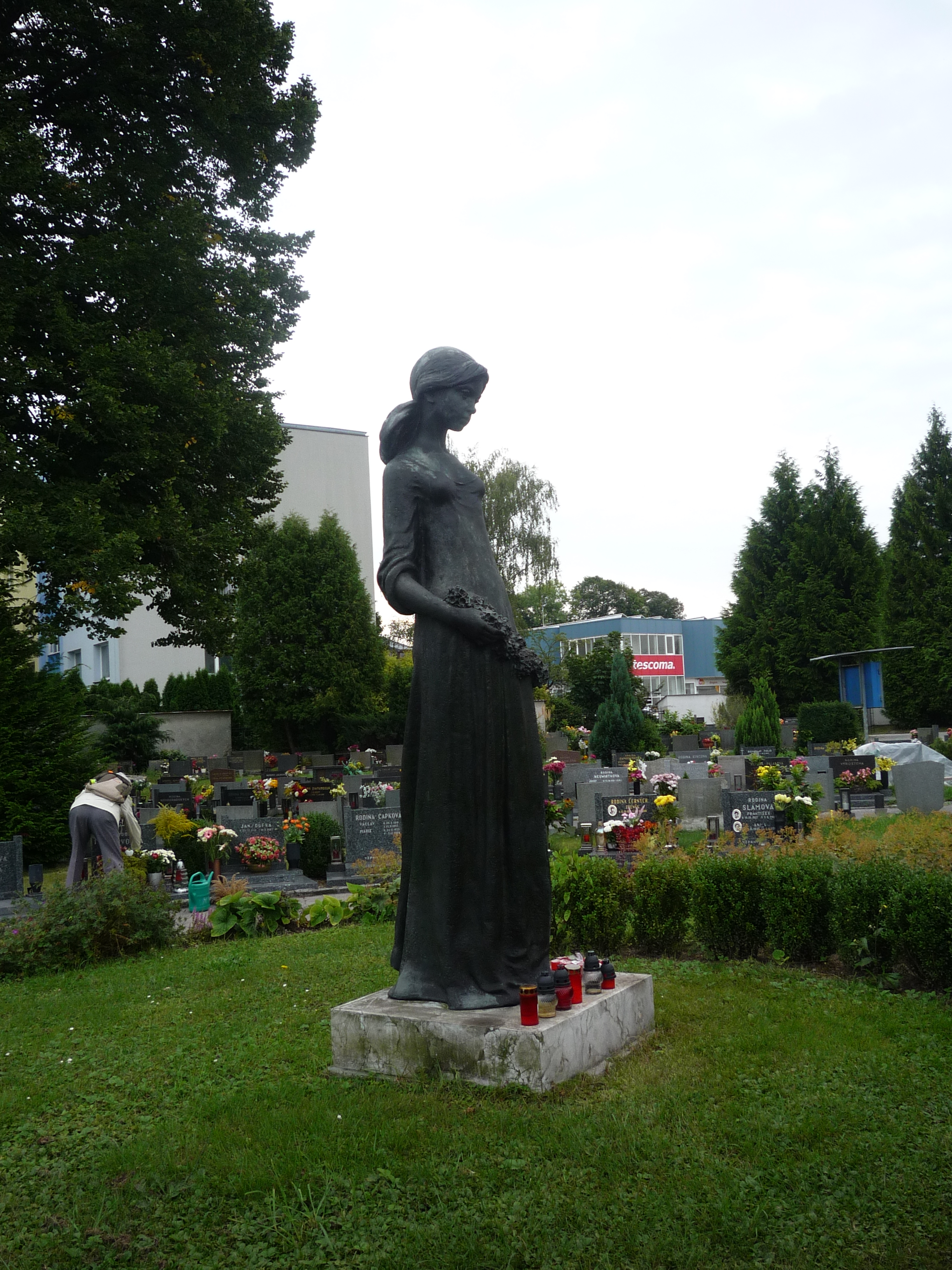
Trauernde, Žďár nad Sázavou
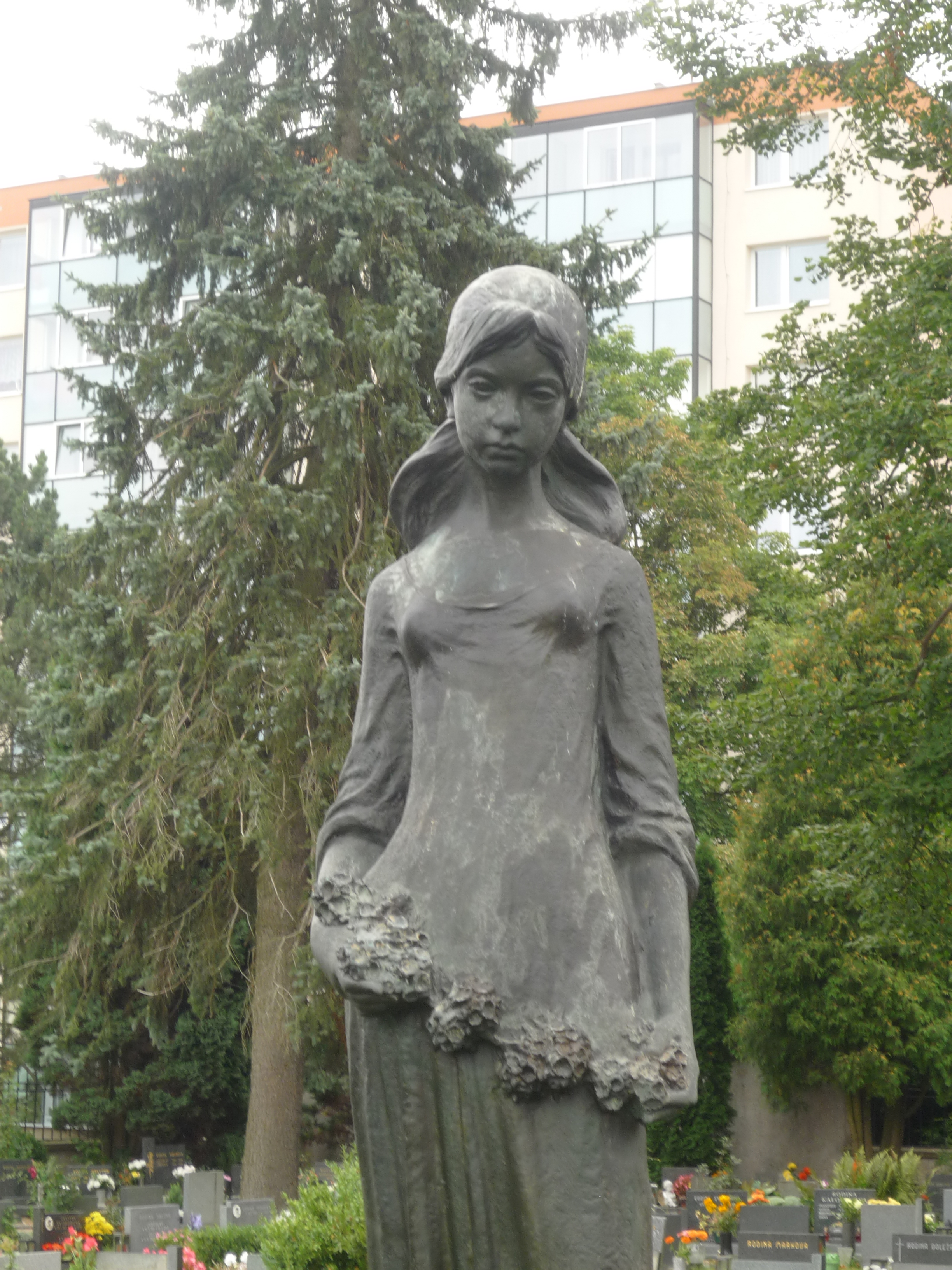
Trauernde, Detail

Als Medailleurin schuf sie Münzen und Gedenkmedaillen zu tschechischen Persönlichkeiten. Außerdem fertigte sie Büsten und Skulpturen von Persönlichkeiten der tschechischen Kultur, wie etwa der Schriftstellerin Božena Němcová in Česká Skalice, des Schauspielers Martin Růžek, Josef Moučka und des Prager Erzbischofs Josef Beran. In Žďár nad Sázavou inmitten eines Urnenhains in der Nähe der Dreifaltigkeitskirche in der Horní-Straße steht ihre Figur einer trauernden Frau in fließender Kleidung aus dem Jahr 1982.
Das Mahnmal für die Kinder von Lidice besteht aus 82 überlebensgroßen Bronzestatuen, die die Kinder aus dem zerstörten Dorf darstellen, von Kleinstkindern bis zu Halbwüchsigen. Die Nazis zerstörten Lidice am 10. Juni 1942 als Vergeltungsmaßnahme nach der Ermordung des Reichsprotektors Reinhard Heydrich. Im Dorf wurden 173 Männer erschossen, Frauen in einem Konzentrationslager interniert und die Kinder, bis auf einige wenige, die zur Germanisierung ausgewählt wurden, von den Nazis im Vernichtungslager durch Gas ermordet. Insgesamt 340 Einwohner von Lidice starben. Nach dem Krieg kehrten 143 Frauen und 17 Kinder zurück.

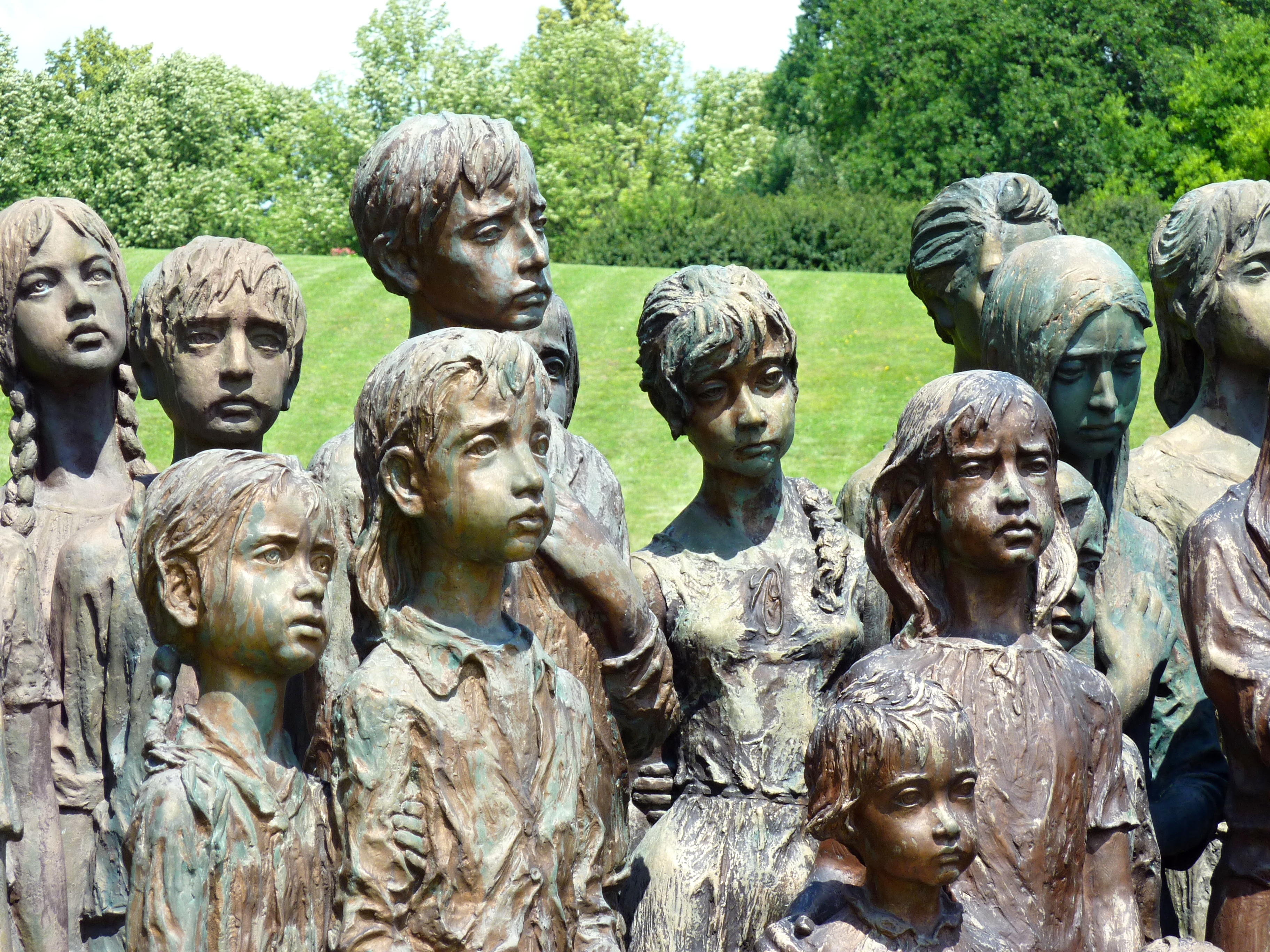
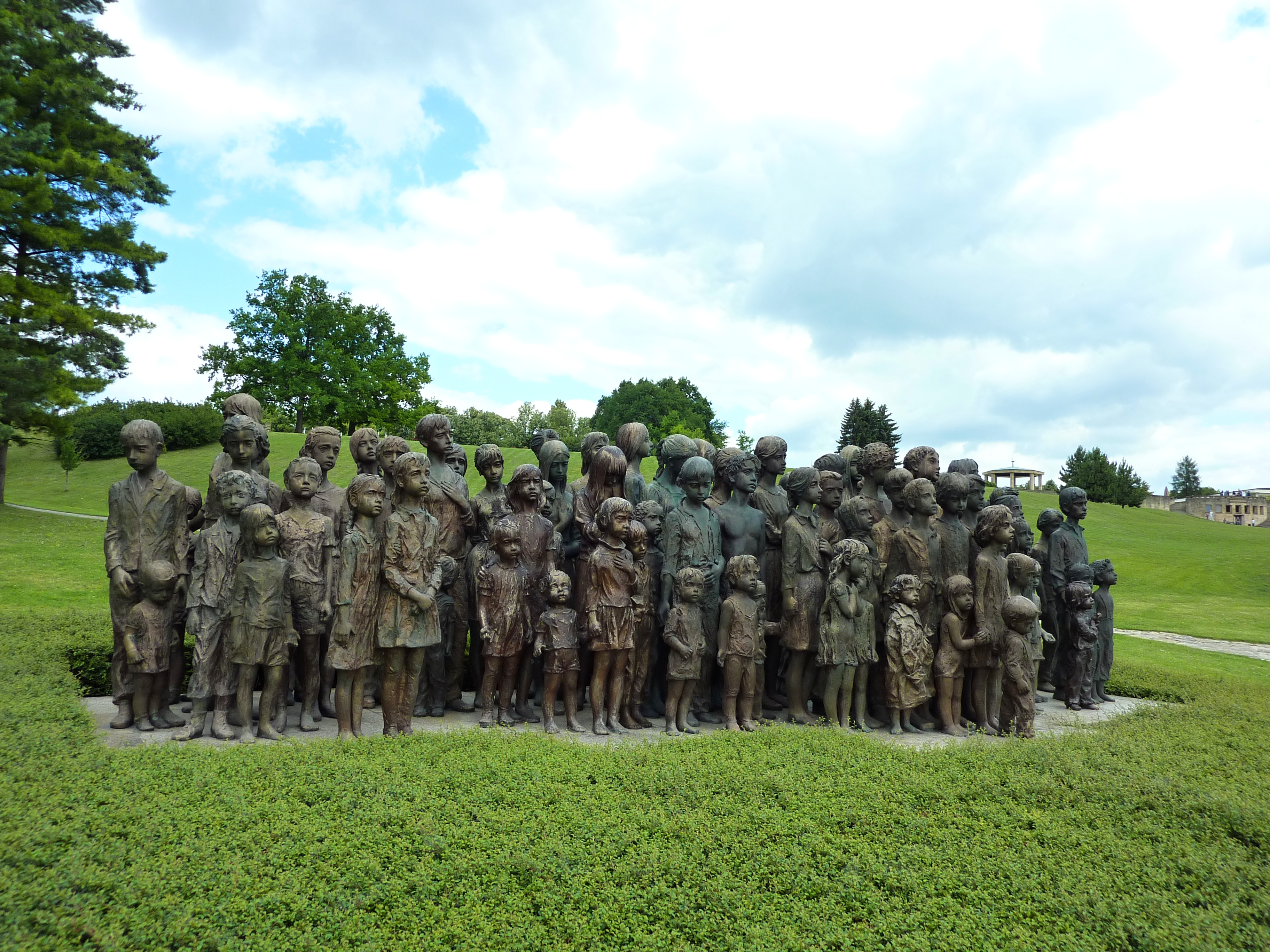
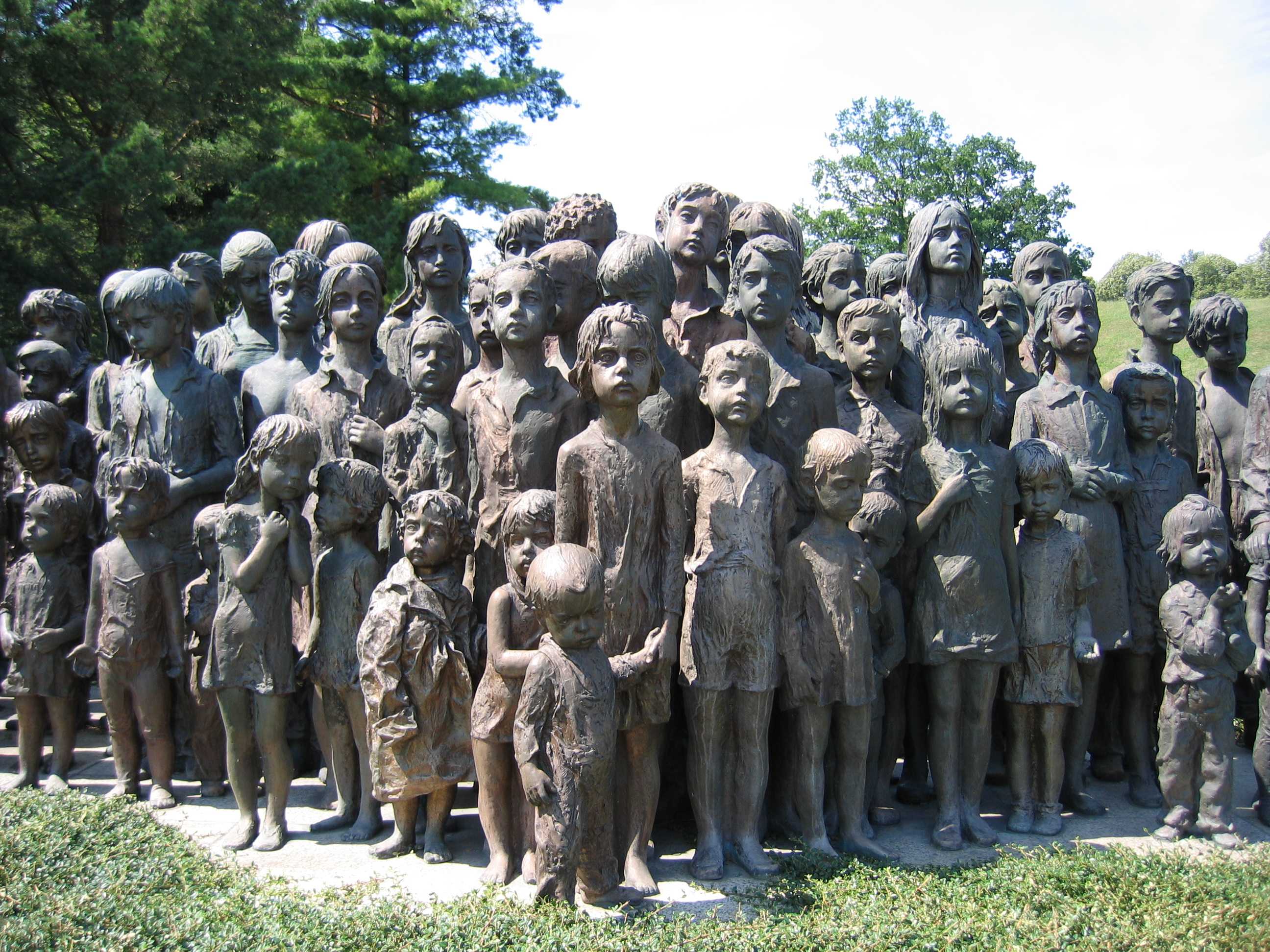

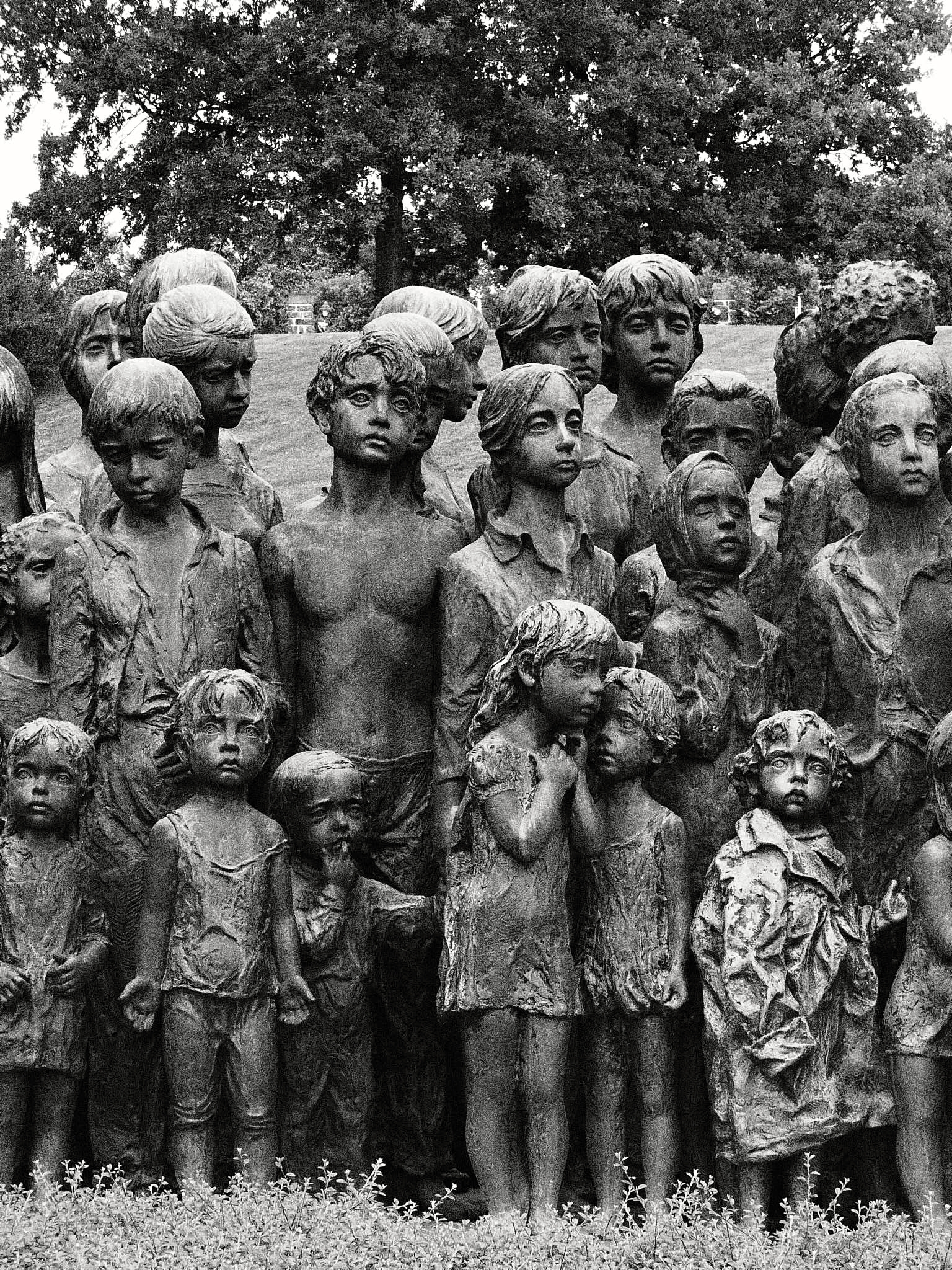
Mahnmal in Lidice

Uchytilová traf sich in der Zeit von 1980 bis 1989 mehrfach mit den überlebenden Müttern, die Wesen und Begebenheiten mit den Kindern beschrieben und ließ sich Fotos von ihnen zeigen. Danach modellierte sie ihre Gipsentwürfe, achtete jedoch darauf, eine zu große Ähnlichkeit zu vermeiden. Bis 1989 waren erst die Gipsmodelle hergestellt und die ersten drei Statuen auf eigene Kosten in Bronze gegossen. Nach dem Tod von Uchytilová fehlte das Geld für die Bronze und das Gießen der Statuen. Ihrem Ehemann Jiří Hampl gelang es, im Laufe der Jahre Geld für 21 Statuen zu sammeln. Ab 1994 sammelte die dänische Stadt Albertslund, Partnerstadt der mittelböhmischen Stadt Říčany, etwa drei Millionen Kronen, die Summe für ein Drittel der Skulpturen. Auch andere, meist ausländische Investoren, spendeten Geld, um die Skulpturen in Bronze zu gießen.

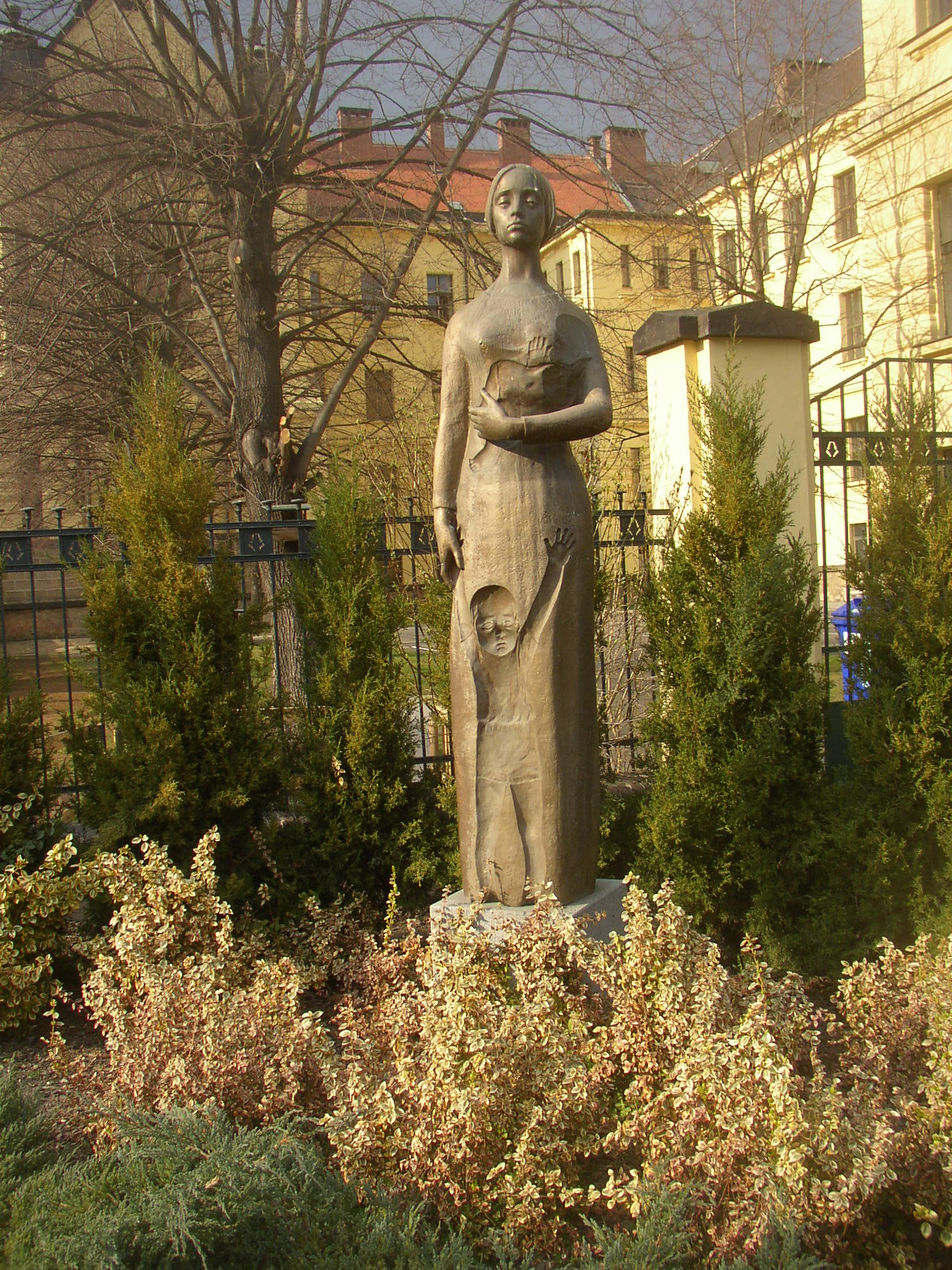
Mutter von Lidice, Kladno

Im Frühjahr 1995 wurde an der ausgewählten Stelle innerhalb der weitläufigen Gedenkstätte ein Betonfundament gegossen und die ersten dreißig Statuen aufgestellt, weitere folgten ab dem Sommer 1996 in unregelmäßigen Abständen. Die letzten sieben wurden am 10. Juni 2000 enthüllt. Die 42 Mädchen und 40 Jungen stehen als Gruppe zusammen und überblicken das Gelände des ehemaligen Ortes. Der „Rosengarten der Freundschaft und des Friedens“ grenzt an das Denkmal.
Dank einer weiteren finanziellen Spende von mehreren hunderttausend Kronen der Einwohner des dänischen Albertslund wurde vor dem Gymnasium in Kladno eine weitere Statue von Marie Uchytilová aufgestellt – die Mutter von Lidice (auch Madonna von Lidice). Sie markiert den Ort, an dem die Kinder von Lidice gewaltsam von ihren Müttern getrennt wurden. Die Skulptur stellt eine Mutter mit zwei Kindern dar, ein Kleinkind, das an sie angelehnt steht und ein Säugling, der von der Mutter im Arm gehalten wird. Die Kinder sind allerdings nur noch als Negativform in die Figur der Mutter eingebettet und unterstreichen so die Intention des Werks, die Darstellung des Fehlens der Kinder.